# Édouard Chassaignac
Édouard-Pierre-Marie Chassaignac (Nantes, 24 dicembre 1804 – Versailles, 26 agosto 1879) è stato un medico francese.

## Biografia
Nacque a Nantes e nel 1835 divenne procuratore e professore presso l'università e medico presso l'ufficio centrale degli ospedali di Parigi. Egli diede origine all'operazione chirurgica conosciuta come écrasement, mediante la quale tumori, emorroidi, polipi e altre escrescenze possono essere rimossi senza il versamento di sangue. L'introduzione generale del drenaggio in chirurgia fu anche dovuta alla sua iniziativa. Ha introdotto l'uso di tubi di drenaggio in chirurgia.

## Opere
Scrisse Traité de l'écrasement linéaire (1856); Leçons sur la trachéométrie (1855); Clinique chirurgicale (1854-58); Traité pratique de la suppuration et du drainage chirurgical (due volumi, 1859). Con Gustave-Antoine Richelot (1806-1893) pubblicò una traduzione in francese delle opere chirurgiche di Astley Cooper, Oeuvres chirurgicales complètes d'Astley Cooper.